# Jesús López Lira
Jesús López Lira fue un militar mexicano que participó en la Revolución mexicana. 

## Vida prerrevolucionaria
Nació en Salamanca, Guanajuato, el 26 de agosto de 1888. Estudió en la capital de su estado sus primeros estudios y posteriormente la carrera de Medicina en la ciudad de Puebla. Publicó en Salamanca un periódico de oposición llamado La Crisálida, lo que le valió persecuciones y agresiones físicas por parte del gobierno. En la capital fue miembro de las Sociedades Recreativas, antecedente indirecto del Partido Nacional Antirreeleccionista.

## Militar
Ante el golpe de Victoriano Huerta, se unió a las fuerzas de Jesús Carranza Garza, alcanzando el grado de mayor. Participó en muchas acciones de armas: la recuperación de Silao, en manos de los villistas, en abril de 1915, y la batalla de Trinidad y Santa Ana del Conde, en mayo de 1915, entre otras. 

## Político
Fue diputado por el distrito de Salamanca, Guanajuato, al Congreso Constituyente de 1917; por otro lado, cumplió comisiones para el gobierno de su estado, presidido por José Siurob. Asimismo, fue diputado en las XXVII y XXX Legislaturas del Congreso de la Unión. Ejerció su profesión en México y en Estados Unidos. En 1932 fue presidente municipal de Guanajuato y, de 1947 a 1950, diputado del Congreso del Estado de Guanajuato en la XL Legislatura. Fue administrador de la aduana de Nuevo Laredo, de 1953 a 1958, y senador a partir de ese año. Murió el 2 de septiembre de 1961. 